# Yehoshoua ben Perahya
Yehoshoua ben Perahya (en hebreu יהושע בן פרחיה) occupa la fonction de Nassi (président) du Sanhédrin dans la seconde moitié du IIe siècle av. J.-C., à l'époque des Hasmonéens.

Il forme avec son collègue Nittaï d'Arbel le second des cinq binômes (Zougot) de Sages qui ont reçu et transmis la tradition juive.

Sa première intervention est relative aux sacrifices du Temple.
Lors d'une persécution de Jean Hyrcan Ier, roi de Judée contre les pharisiens, il est déposé et fuit à Alexandrie. Lorsque les pharisiens eurent repris le dessus sur les Sadducéens à Jérusalem, on le prie par missive d'y reprendre ses fonctions. Il  revient donc à Jérusalem 156 ans avant la destruction du Second Temple
 (juin 2025).
Si vous disposez d'ouvrages ou d'articles de référence ou si vous connaissez des sites web de qualité traitant du thème abordé ici, merci de compléter l'article en donnant les références utiles à sa vérifiabilité et en les liant à la section « Notes et références ».
Un passage du Talmud (T.B. Sanhédrin 107b) fait de Jésus un disciple de Yehoshoua ben Perahya. Selon ce texte, Yehoshoua ben Perahya et Jésus auraient fui en Égypte lors de persécutions menés non pas par Jean Hyrcan mais par son fils Alexandre Jannée. C'est lors de leur retour que Yehoshoua ben Perahya aurait repoussé Jésus à cause de son comportement. Ce passage du Talmud  a été censuré dans les éditions courantes mais il figure dans les manuscrits anciens tels que le manuscrit de Munich. Un passage de Haguiga attribue à Judah ben Tabaï, le successeur de Yehoshoua ben Perahya, une dispute similaire avec un de ses disciples. Cette dispute intervient alors que les deux hommes reviennent d'Égypte et passent dans une auberge. Dans ce passage, le nom du disciple qui s'éloigne alors de son maître n'est pas mentionné.